# Карлсбад (Нью-Мексико)
Карлсбад (англ. Carlsbad) — місто (англ. city) на південному заході США, адміністративний центр округу Едді штату Нью-Мексико. Населення — 32 238 осіб (2020).

## Географія
Карлсбад розташоване на берегах річки Пекос на південному сході штату Нью-Мексико в 40 кілометрах на північ від межі зі штатом Техас. Територія розташована на північному сході пустелі Чихуахуа, чим визначаються природні умови. 
Карлсбад розташований за координатами 32°24′27″ пн. ш. 104°14′43″ зх. д. / 32.40750° пн. ш. 104.24528° зх. д. (32.407577, -104.245167).  За даними Бюро перепису населення США в 2010 році місто мало площу 75,65 км², з яких 74,94 км² — суходіл та 0,71 км² — водойми.

### Клімат
| Клімат : Карлсбад       | Клімат : Карлсбад | Клімат : Карлсбад | Клімат : Карлсбад | Клімат : Карлсбад | Клімат : Карлсбад | Клімат : Карлсбад | Клімат : Карлсбад | Клімат : Карлсбад | Клімат : Карлсбад | Клімат : Карлсбад | Клімат : Карлсбад | Клімат : Карлсбад | Клімат : Карлсбад |
| Показник                | Січ.              | Лют.              | Бер.              | Квіт.             | Трав.             | Черв.             | Лип.              | Серп.             | Вер.              | Жовт.             | Лист.             | Груд.             | Рік               |
| Абсолютний максимум, °C | 31,1              | 37,8              | 36,7              | 38,3              | 42,8              | 45,6              | 43,9              | 43,3              | 41,1              | 38,3              | 36,1              | 30,0              | 45,6              |
| Середній максимум, °C   | 14,4              | 17,8              | 22,2              | 26,1              | 30,6              | 35,0              | 35,6              | 34,4              | 31,1              | 26,1              | 20,0              | 15,0              | 25,7              |
| Середній мінімум, °C    | −2,2              | 0,0               | 3,3               | 7,8               | 13,3              | 17,8              | 20,0              | 18,9              | 15,0              | 8,3               | 1,7               | −2,2              | 8,5               |
| Абсолютний мінімум, °C  | −26,7             | −25               | −13,3             | −5                | −0,6              | 6,1               | 10,0              | 8,9               | −1,7              | −6,1              | −18,3             | −20               | −26,7             |
| Норма опадів, мм        | 11                | 13                | 6                 | 14                | 32                | 42                | 44                | 52                | 74                | 35                | 19                | 16                | 358               |
| ----------------------- | ----------------- | ----------------- | ----------------- | ----------------- | ----------------- | ----------------- | ----------------- | ----------------- | ----------------- | ----------------- | ----------------- | ----------------- | ----------------- |
| Джерело: weather.com    |                   |                   |                   |                   |                   |                   |                   |                   |                   |                   |                   |                   |                   |

## Демографія
Згідно з переписом 2010 року, у місті мешкало 26 138 осіб у 10 257 домогосподарствах у складі 6898 родин. Густота населення становила 346 осіб/км².  Було 11243 помешкання (149/км²).
Расовий склад населення:
| - 77,4 % — білих - 1,9 % — чорних або афроамериканців - 1,3 % — корінних американців - 1,0 % — азіатів - 15,3 % — осіб інших рас |

До двох чи більше рас належало 3,1 %. Частка іспаномовних становила 42,5 % від усіх жителів.
За віковим діапазоном населення розподілялося таким чином: 25,6 % — особи молодші 18 років, 58,8 % — особи у віці 18—64 років, 15,6 % — особи у віці 65 років та старші. Медіана віку мешканця становила 37,6 року. На 100 осіб жіночої статі у місті припадало 96,5 чоловіків;  на 100 жінок у віці від 18 років та старших — 93,6 чоловіків також старших 18 років.
Середній дохід на одне домашнє господарство  становив 63 030 доларів США (медіана — 51 097), а середній дохід на одну сім'ю — 69 310 доларів (медіана — 59 896). Медіана доходів становила 55 884 долари для чоловіків та 34 673 долари для жінок. За межею бідності перебувало 13,5 % осіб, у тому числі 14,1 % дітей у віці до 18 років та 9,3 % осіб у віці 65 років та старших.
Цивільне працевлаштоване населення становило 12 324 особи. Основні галузі зайнятості: освіта, охорона здоров'я та соціальна допомога — 21,3 %, сільське господарство, лісництво, риболовля — 16,1 %, роздрібна торгівля — 11,9 %.

## Відомі люди
- Брюс Кебот (1904 — 1972) — американський актор.